# 1936年苏联宪法
1936年苏联宪法（俄語：Конституция СССР 1936 года、Сталинская конституция、Конституция победившего социализма）开始实行於1936年12月5日，又被称为斯大林宪法。该宪法对苏联政府进行了重新设计。从法律上肯定了工业化和农业集体化的成就及所带来的社会政治和经济的根本变化。新宪法规定苏联是工农社会主义国家，他的经济基础是生产资料的社会主义所有制，它的政治基础是劳动者代表苏维埃，苏联共产党是一切社会团体和国家机构的核心，以法律的形式否定其他政黨存在的基礎，新宪法的颁布，标志着社会主义制度在苏联基本确立。

## 制定背景
苏联经过两个五年计划的建设,实现了社会主义工业化和农业集体化，取得了举世瞩目的成就。社会主义革命和建设取得了重大胜利，社会主义制度已经基本确立。本次修改宪法，规定苏联是工农社会主义国家，它的经济基础是生产资料的社会主义所有制，实行各尽所能，按劳分配的原则；它的政治基础是各级劳动者代表苏维埃；苏联共产党是一切社会团体和国家机构的领导核心。其宪法的颁布，标志着社会主义制度在苏联基本确立。

## 基本条款
该宪法撤销了对选举的限制，加入了普选权、工作的权力及之前宪法所保障的权力。该宪法是由斯大林担任主席的一个31人的特别委员会编写的。这些人包括安德烈·维辛斯基、安德烈·日丹諾夫、马克西姆·李维诺夫、克里门特·伏罗希洛夫、维亚切斯拉夫·莫洛托夫、拉扎尔·卡冈诺维奇、尼古拉·布哈林及卡尔·拉狄克，不过最后两人扮演的角色较少。

## 1944年修正案
蘇聯於1944年進行修憲，容許每個加盟共和國各設立獨立的紅軍支部，並擁有自己的外交和國防部門，名義上成為國際法下的獨立國家。1945年，蘇聯境內之烏克蘭和白俄羅斯成為聯合國創始成員國，並以獨立身份參與聯合國事務。

## 影响
依照该宪法，1937年1月召开的第十七次全俄罗斯苏维埃代表大会通过了《1937年苏俄宪法》。此外，《1937年乌克兰苏维埃社会主义共和国宪法》也是基于该宪法而通过的。
该宪法成为了其他社会主义国家制定社会主义法系的根本大法的参考蓝本，譬如中华人民共和国1954年制定并通过的《中华人民共和国宪法》，1948年朝鲜民主主义人民共和国通过的《朝鲜民主主义人民共和国宪法》；1968年德意志民主共和国在东德人民议会通过的新宪法，其原型为《1936年苏联宪法》。以及南斯拉夫联邦人民共和国、 蒙古人民共和国、罗马尼亚人民共和国、匈牙利人民共和国等前社会主义国家的初期的宪法大多以此为基础进行修改和制定。

## 慶祝憲法日郵票
直到1977年為止，於每年的12月5日被慶祝為正式的州假日 - 憲法日。

1952年蘇聯郵票，表彰斯大林憲法15週年紀念。圖案帕夫洛夫所繪。
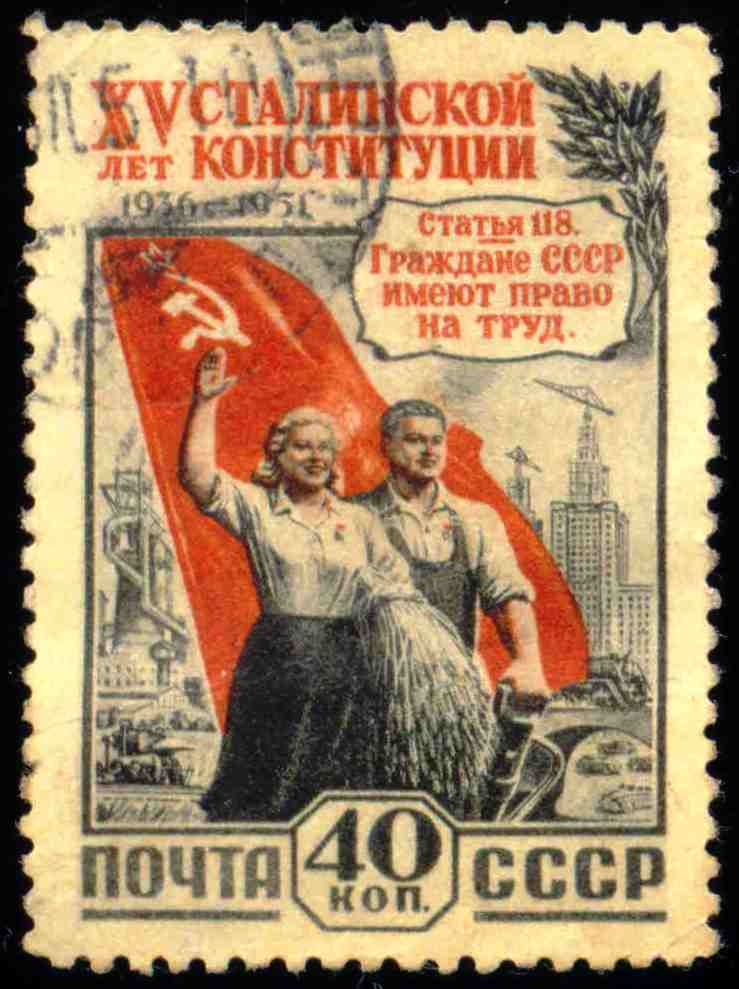
(ЦФА [ИТЦ «Марка»] № 1679)
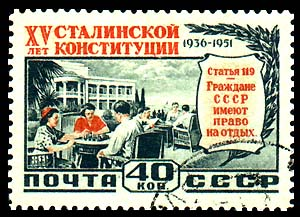
(ЦФА [ИТЦ «Марка»] № 1680)
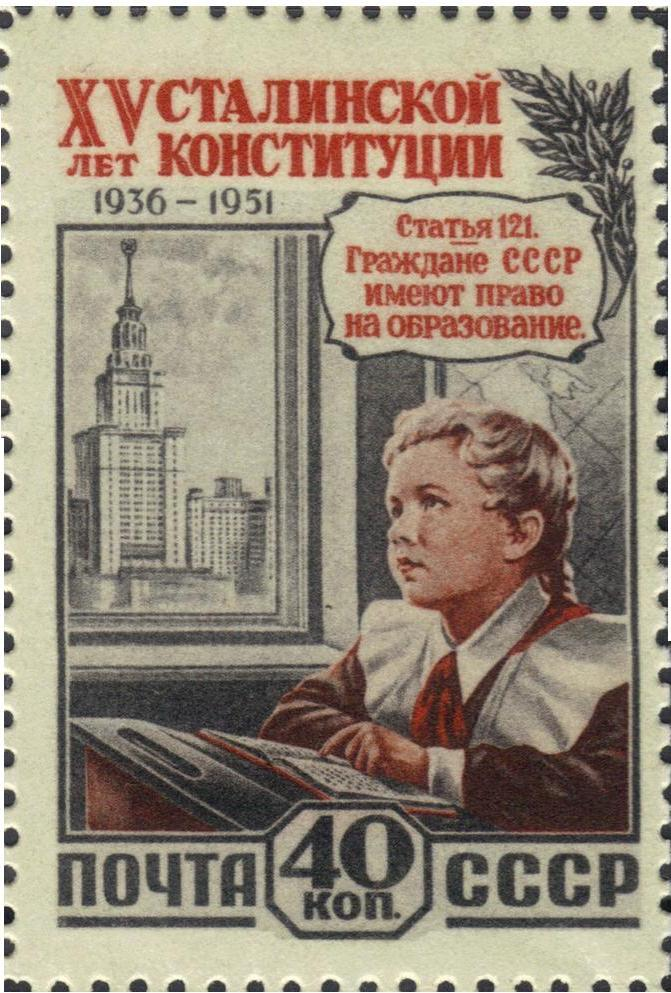
(ЦФА [ИТЦ «Марка»] № 1681)
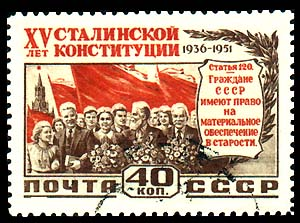
(ЦФА [ИТЦ «Марка»] № 1682)

## 外部連結
- Конституция РСФСР 1918 г. и конституция СССР 1936 г.: сравнительный анализ.（页面存档备份，存于）
- Конституция СССР 1936 года（页面存档备份，存于）. 05.12.1936. Проект Российского военно-исторического общества «100 главных документов российской истории».